# 1-羟基苯并三唑
1-羟基苯并三唑（HOBt），白色晶体，是苯并三唑的1H-N被羟基取代的衍生物。常用作多肽合成中的外消旋化抑制剂。经典方法用DCC脱水缩合制肽时，由于DCC活性很高，常使底物的手性中心无法在产物中很好地保持。一般加入羟基苯并三唑等助剂以降低活化酯的活性，从而抑制外消旋化。详见多肽合成一文。
1-羟基苯并三唑通常都是以单水合物结晶（~11.7%水，重）出售的。无水1-羟基苯并三唑有爆炸性，使用时需注意。